# Fedorivka, Malîn
Fedorivka (în ucraineană Федорівка) este o comună în raionul Malîn, regiunea Jîtomîr, Ucraina, formată numai din satul de reședință.

## Demografie
Componența lingvistică a comunei Fedorivka
     Ucraineană (97,88%)
     Rusă (1,97%)
     Alte limbi (0,15%)
Conform recensământului din 2001, majoritatea populației comunei Fedorivka era vorbitoare de ucraineană (97,88%), existând în minoritate și vorbitori de rusă (1,97%).